# Makedonska študentska organizacija v Sloveniji
Makedonska študentska organizacija v Sloveniji (MSOS) (v makedonščini: Македонска студентска организација во Словенија) je društvo, ki združuje makedonske študente, ki se izobražujejo v Sloveniji. Organizacija ima sedež v Ljubljani in je bila 9. septembra 2024 vpisana v Centralni register AJPES.
Glavni namen organizacije je povezovanje, zastopanje in podpora makedonskim študentom na akademskem, socialnem in kulturnem področju v Sloveniji.
Čeprav je bila organizacija uradno registrirana leta 2024, je začela delovati že septembra 2022 kot študentska pobuda, ko so bile organizirane prve dejavnosti za povezovanje in pomoč študentom. Od takrat do danes deluje prek podružnic v štirih univerzitetnih središčih: Ljubljana, Maribor, Primorska in Nova Gorica, kjer živi in študira največje število makedonskih študentov.

## Zgodovina
Ideja za ustanovitev MŠOS se je pojavila avgusta 2022 kot odziv na potrebo po podpori makedonskih študentov v Sloveniji.  Zaradi pomanjkanja organizirane logistične, kulturne in institucionalne pomoči je nastala neformalna pobuda, ki je s prvimi usklajevanji in dejavnostmi začela septembra istega leta. 
Prvi javni dogodek je potekal 8. oktobra 2022 s podporo Zavoda Študentski kampus pod okriljem Študentske organizacije Univerze v Ljubljani in v prisotnosti več kot 500 gostov. Med povabljenimi so bili tudi tedanji predsednik Zveze makedonskih kulturnih društev v Sloveniji, Blagoja Nasteski, ter tedanja veleposlanica Makedonije v Sloveniji, Suzana Zelenkovska.
Po uspehu dogodka so najbolj dejavni prostovoljci nadaljevali z rednimi srečanji ter oblikovali koordinacijsko telo organizacije. Novembra 2022 so bile določene cilji in začetna struktura, kar je privedlo do oblikovanja ustanovne ekipe. To ekipo so sestavljali: Kristijan Popovski, Bisera Nikolovska, Marija Koštrovska, Angel Naumov, Stefan Djurovski, Ksenija Kraljevska, Aleksandar Balkovski, Kiara Lazić, Evgenija Kolovska, Dijana Dimkovska, Marko Arsov in Hristijan Bogdanovski.
Dne 5. marca 2023 se je združenje javno predstavilo kot študentska pobuda in začelo aktivno pridobivati nove člane, predvsem iz univerzitetnih središč v Ljubljani, Mariboru in na Primorskem, kjer so nastali novi oddelki. Maja 2024 se je organizacija razširila še v Novo Gorico, s čimer je vzpostavila delovanje v vseh štirih glavnih univerzitetnih mestih, kjer študirajo makedonski študenti v Sloveniji.
V letih 2023 in 2024 je MŠOS organizirala različna študentska srečanja, kulturne večere, športne turnirje, javne dogodke ter prostovoljske in humanitarne akcije, hkrati pa je sodelovala tudi na pomembnih prireditvah. Vzporedno se je razvijala mreža partnerstev z univerzami, veleposlaništvi, institucijami in podjetji.
Poleg javnih dogodkov MŠOS redno predlaga in izvaja srečanja z relevantnimi deležniki iz Severne Makedonije in Slovenije, med katerimi so predstavniki vlade, parlamenta, univerz, ministrstev, agencij, diplomatskih predstavništev, drugih organizacij in medijev, z namenom izboljšanja položaja in pogojev za makedonske študente v Sloveniji.  S temi aktivnostmi se je organizacija uveljavila kot pomemben dejavnik in glas študentske diaspore ter kot posrednik pri spodbujanju institucionalnega sodelovanja med obema državama.
Dne 9. septembra 2024 je bila MŠOS vpisana v Centralni register društev Republike Slovenije (AJPES). S tem je organizacija pridobila možnost uradnega sodelovanja z institucijami in izvajanja projektov v lastnem imenu. Med najbolj zaslužnimi za razvoj organizacije in dosego trenutka registracije so bili Lea Janačkovska, Angel Naumovski, Marija Koštrovska, Monika Velinova, Vasil Handžiski, Marko Arsov in Kristijan Popovski.

## Citati
1. 1 2 3  МСОС (2025). »Почетоците на МСОС«.
2. 1 2 3 4 5  Ханџиски, Васил (12. julij 2023). »Муабет со МСОС (Македонска студентска организација во Словенија)« (v angleščini). Pridobljeno 21. julija 2025.
3. ↑  »O Zvezi – Zveza MKD v RS«. Pridobljeno 21. julija 2025.
4. ↑  »Младите во земјава да ја препознаат ЕУ, а државата да им обезбеди перспектива и европска иднина«. Stopanska komora na Severna Makedonija. 17.03.2023. Pridobljeno 16.8.2025. {{navedi splet}}: Preveri datumske vrednosti v: |date= (pomoč)
5. ↑  »https://efnet.si/2024/11/ekonomska-fakulteta-gostila-delegacijo-iz-makedonskega-parlamenta-in-studente-makedonske-studentske-organizacije-v-sloveniji/«. Ekonomska fakulteta Univerze v Ljubljani. 26. november 2024. Pridobljeno 16. avgusta 2025. {{navedi splet}}: Zunanja povezava v |title= (pomoč)